# Grizzly Bear

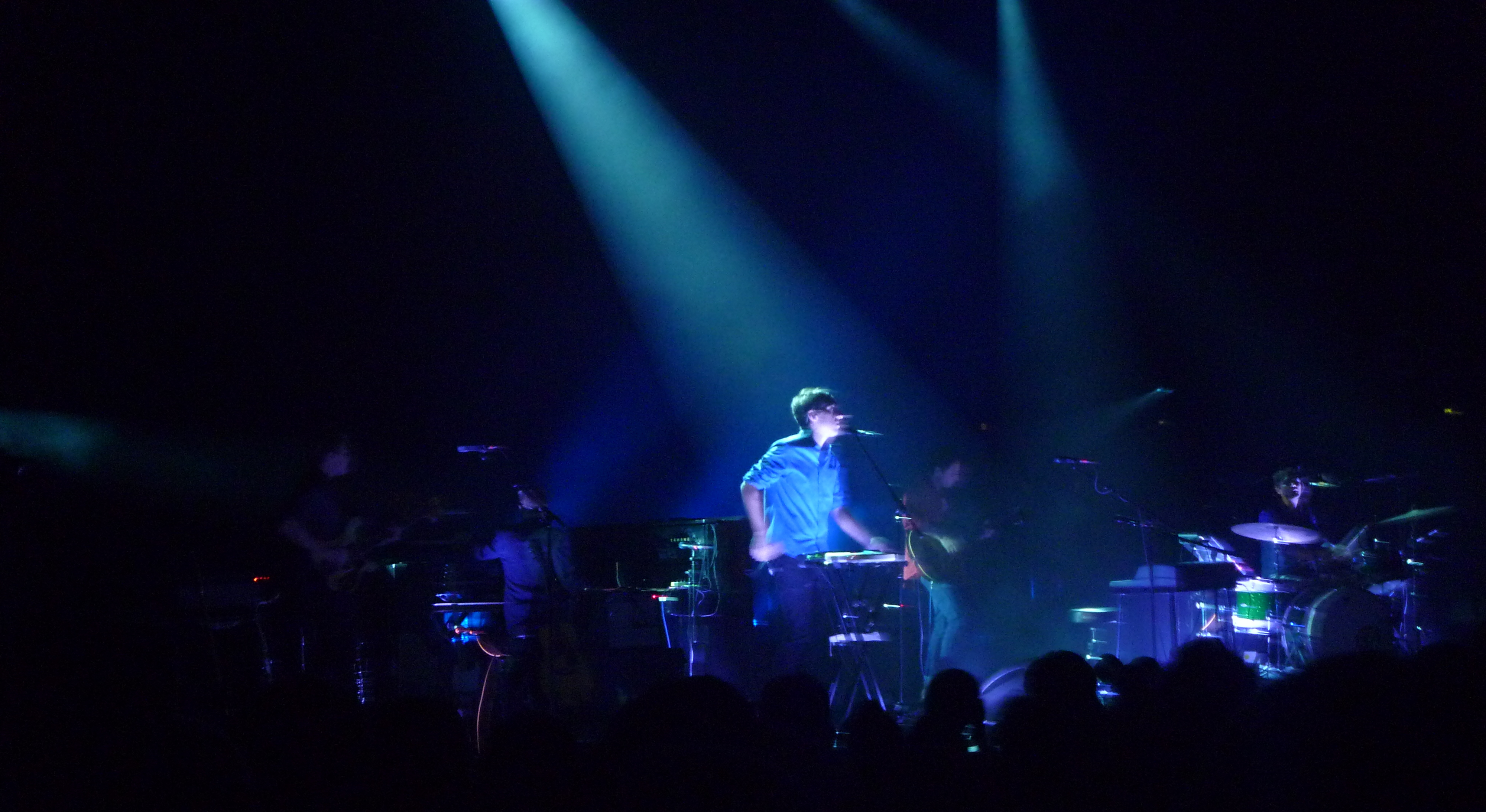
Grizzly Bear (2012)

Grizzly Bear är en amerikansk musikgrupp från Brooklyn i USA. Bandet är känt för att blanda elektroniska instrument med traditionella instrument. Bandet använder mycket sång i sina låtar, alla de fyra medlemmar sjunger till och från. De är för närvarande signade till Warp Records.
Bandet har hittills släppt fem studioalbum, Horn of Plenty (2004), Yellow House (2006), Veckatimest (2009), Shields (2012) och Painted Ruins (2017). Med Veckatimest fick Grizzly Bear stor uppmärksamhet världen över.
Daniel Rossen är också en medlem av duon Department of Eagles.

## Historia

### Horn of Plenty(2004–2006)
Grizzly Bear började som ett soloprojekt av Ed Droste. Grizzly Bear är ett smeknamn på en gammal pojkvän till Droste.
Grizzly Bears första album, ett soloalbum av Droste, Horn of Plenty släpptes 2004. Droste skrev låtarna i sitt sovrum. 2005 släpptes albumet igen, nu med remixar av bland annat Dntel och Final Fantasy.

### Yellow House(2006–2008)
Deras första album som fyramannaband, Yellow House, släpptes i september 2006. Albumet spelades in i juli 2006. Yellow House blev mottaget väl av kritiker och blev i flera tidskrifter rankad som ett av de bästa albumen 2006.
2007 släpptes Friend EP. Den bestod av alternativa versioner av låtar från Yellow House, låtar som inte kom med på Yellow House och coverversioner på Grizzly Bear-låtar gjorda av Atlas Sound, Band of Horses och CSS.

### Veckatimest(2008–2012)
Sommaren 2008 agerade Grizzly Bear förband till Radiohead. Under 2008 spelade man även in sitt andra album som ett fyramannaband, Veckatimest.
Veckatimest släpptes 26 maj 2009. Flera månader innan detta hade dock albumet läckt på nätet. Droste uttryckte i en intervju förtvivlan över att albumet läckte med sådan dålig kvalitet, eftersom de hade lagt ner mycket tid på att allting skulle låta bra. Däremot så tyckte han det var roligt att se så många tycka om albumet. Albumet fick även bra recensioner av kritiker, och blev av många listat som ett av de absolut bästa albumet 2009.
I april 2010 var en ny obetitlad Grizzly Bear låt med i en reklam för "Washington State's lottery".

### Shields,Painted Ruinsoch paus (2012–)
Deras fjärde album Shields släpptes den 18 september 2012. 2017 släpptes Painted Ruins.
Painted Ruins blev den sista skivan innan gruppen blev inaktiv och tog en längre paus, men i en intervju från 2022 säger Daniel Rossen att de inte har splittrats.

## Diskografi

### Studioalbum
- 2004 – Horn of Plenty
- 2006 – Yellow House
- 2009 – Veckatimest
- 2012 – Shields
- 2017 – Painted Ruins

### EP-skivor
- 2007 – Friend EP

### Övriga utgivningar
- 2005 – Horn of Plenty (The Remixes)
- 2006 – Sorry for the Delay (mini-album)

### Singlar
- 2006 – On a Neck, On a Spit (från Yellow House)
- 2007 – Knife (från Yellow House)
- 2009 – Two Weeks (från Veckatimest)
- 2009 – While You Wait for the Others (från Veckatimest)
- 2009 – Cheerleader (från Veckatimest)